# Bosjön (Målilla socken, Småland)
Bosjön är en sjö i Hultsfreds kommun i Småland och ingår i Emåns huvudavrinningsområde. Sjön har en area på 0,0925 kvadratkilometer och ligger 125,1 meter över havet.

## Delavrinningsområde
Bosjön ingår i det delavrinningsområde (636337-150199) som SMHI kallar för Mynnar i Emån. Medelhöjden är 125 meter över havet och ytan är 55,8 kvadratkilometer. Räknas de 33 avrinningsområdena uppströms in blir den ackumulerade arean 701,41 kvadratkilometer. Silverån (Brusaån) som avvattnar avrinningsområdet har biflödesordning 2, vilket innebär att vattnet flödar genom totalt 2 vattendrag innan det når havet efter 93 kilometer. Avrinningsområdet består mestadels av skog (80 procent). Avrinningsområdet har 0,67 kvadratkilometer vattenytor vilket ger det en sjöprocent på 1,2 procent. Bebyggelsen i området täcker en yta av 1,81 kvadratkilometer eller 3 procent av avrinningsområdet.